# Фоуч, Джеймс
Джеймс Фоуч (англ. James Fouche; род. 28 марта 1998, Крайстчерч) — новозеландский шоссейный велогонщик.

## Карьера
Родился в Окленде в 1998 году. В юности занимался триатлоном. Именно в этой дисциплине он обнаружил свои способности к езде на велосипеде.
В марте 2016 года на чемпионате Океании  среди юниров занял второе место в индивидуальной гонке уступив только Гарри Суини и выиграл групповую гонку опередив всех конкурентов на две минуты. Позже в том же году он финишировал вторым в индивидуальной гонке на Туре Абитиби и неудачно выступил на чемпионате мира в групповой и индивидуальной гонках среди юниоров. В 2017 году стал вторым в групповой и индивидуальной гонках на чемпионате Новой Зеландии до 23 лет уступив в обоих случаях Ригану Гофу. Стал 15-м на Нью Зиланд Сайкл Классик.
В 2018 году он присоединился к британской континентальной команде Team Wiggins. В январе того же стал чемпионом Новой Зеландии в групповой гонке в возрастной категории U23. В марте стал вторым на Классики Аррабиды
В январе 2019 года выиграл три титула на чемпионате Новой Зеландии — в групповой гонке среди элиты,  а также в групповой и индивидуальных гонках категории U23. Вернувшись в Европу, он стал лучшим горняком на Туре Анталии и Волта Алентежу и шестым на гонке Гент — Вевельгем U23. Эти успехи позволили ему стать стажёром в команде Mitchelton-Scott, однако полноценный контракт по окончании стажирования ему предложен не был.
Зимой 2022 года стал чемпионом Океании в групповой гонке. Осенью того же года выступил на Чемпионат мира в групповой гонке.

## Достижения
2015
2-й на Чемпионат Новой Зеландии — индивидуальная гонка U19
2016
 Чемпион Океании — групповая гонка U19
 Чемпион Новой Зеландии — индивидуальная гонка U19
 Чемпионат Океании — индивидуальная гонка U19
2017
2-й на Чемпионат Новой Зеландии — групповая гонка U23
2-й на Чемпионат Новой Зеландии — индивидуальная гонка U23
3-й на Чемпионат Новой Зеландии — критериум
2018
 Чемпион Новой Зеландии — групповая гонка U23
2-й на Классика Аррабиды
3-й на Чемпионат Новой Зеландии — индивидуальная гонка U23
2019
 Чемпион Новой Зеландии — групповая гонка
 Чемпион Новой Зеландии — групповая гонка U23
 Чемпион Новой Зеландии — индивидуальная гонка U23
2021
Пролог и 6-й этап на  Тур Саутленда
2022
 Чемпион Океании — групповая гонка
 Чемпион Новой Зеландии — групповая гонка
Ронде де Уаза
генеральная классификация
1-й этап
3-й на Lake Taupo Cycle Challenge
2023
2-й на Грэвел энд Тар

## Рейтинги
| Год                 | 2017   | 2018  | 2019  | 2020   | 2021   | 2022  | 2023  | 2024   |
| ------------------- | ------ | ----- | ----- | ------ | ------ | ----- | ----- | ------ |
| Мировой рейтинг UCI | 2095-й | 994-й | 472-й | 1699-й | 1607-й | 175-й | 665-й | 1014-й |
| Европейский тур UCI | -      | 898-й |       |        |        |       |       |        |
| Океанский тур UCI   | 58-й   | 41-й  | 26-й  | 84-й   | 53-й   | 10-й  | 42-й  | -      |
|                     |        |       |       |        |        |       |       |        |
| Источник: UCI       |        |       |       |        |        |       |       |        |